# Чакчобен
Чакчобен (Chacchoben на езика на маите – „мястото на червената царевица“) е име на руини на древен град на маите. Разположен приблизително на 7 км от село със същото име и на 177 км южно от друг древен град на маите – Тулум.

## История
Селището е основано от маите около 200 пр.н.е., а съоръженията отцепели до наши дни датират от 700 г.сл. Хр.

## Съвременно откритие
През 1940 г. близо до руините е построена ферма от мексиканската фамилия Кохуо (Cohuo), но за руините официално е съобщено на мексиканското правителство през 1972 г. от американския археолог д-р Питър Харисън (Peter Harrison). Харисън се натъкнал на мястото случайно, докато прелитал с хеликоптер над Мексико. Той забелязал многобройни хълмове в предимно равнинния регион и предположил, че хълмовете всъщност са с изкуствен произход. При последвалото разчистване се оказало, че хълмовете са древни храмове на маите.

## Реставрация
През 1994 г. учени от Мексиканския институт по антропология и история (Instituto Nacional de Antropología e Historia, INAH) провеждат разкопки и реставрация на руините. От 2002 г. мястото е открито за посетители и туристи.

## Чакчобен сега
Посетителите на археологическия сайт минават по кръгов път, който се вие покрай трите реставрирани пирамиди, както и покрай много стени и стълбища. Все още се извършват активни разкопки на няколко могили, под които се предполага, че има още древни постройки. На някои от сградите и структурите може да се види оцелялата червена боя, с която оригинално са били боядисани. Учените от института по антропология и история (INAH) са консервирали част от боядисаните сгради с цел предотвратяване по-нататъшно избеляване и увреждане на оригиналната боя под въздействието на слънцето. Друга забележителност е голяма каменна плоча (стела) с йероглифи от писмеността на маите. Каменната плоча се намира в основата на голямата пирамида.
Чакчобен е един от най-популярните археологически сайтове в южната част на щата Кинтана Ро. До древния град се организират редовни туристически екскурзии започващи от мексиканското пристанище Коста Мая (Costa Maya).